# 小川晋平
小川 晋平（おがわ しんぺい、Shimpei Ogawa、1994年1月19日 - ）は、日本のジャズベーシスト、作曲家。愛知県岡崎市出身。

## 人物
ジャズベーシストとしてサンフランシスコ、ニューヨークを経て現在は東京に拠点を移し、小曽根真や日野皓正、大林武司、黒田卓也、Gene Jackson、宮本貴奈など数多くのジャズ・ミュージシャンからの信頼を得て活動している。

## 来歴
13歳でエレクトリックベースを始める。その後、地元岡崎市で開催されたビッグバンド・ジャズのワークショップに参加したことをきっかけにジャズの魅力に惹かれ、16歳の頃からウッドベース(ダブルベース)を始める。島田剛に師事する傍ら、りぶらジャズオーケストラJr.岡崎 Beanzzに入団し、カウント・ベイシー等のスウィング・ジャズを演奏する。
2012年、首都大学東京(現：東京都立大学)へ進学後、ジャズを納浩一、クラシックを瀬泰幸に学び、在学中から東京都内のライブハウスで本格的に活動。慶應義塾大学ライト・ミュージック・ソサエティに所属し、2015年に出場した「第46回山野ビッグ・バンド・ジャズ・コンテスト」では最優秀賞を受賞した。同バンドでのニューヨークツアーではThe Jazz Galleryに出演し、サックス奏者ダニー・マッキャスリンと共演する等大きな経験を得る。また、マリア・シュナイダーのクリニックを通じて最先端のコンテンポラリー・ジャズの影響を受けた。
2016年、大学卒業後渡米し、California Jazz Conservatoryに入学。ジェフ・デンソンを始め様々なミュージシャンに師事。同校の選抜バンドとしてヨーロッパツアーに参加し、スイスのモントルー、イタリアのウンブリア、スコットランドのエディンバラなど数多くのジャズフェスティバルで演奏を行った。サンフランシスコ周辺のライブハウスやスタジオを中心に活動し、Akira Tana, Dann Zinn, Stacy Dillard, Faye Carol, Bob Kenmotsu, Martin Luther McCoyなどと共演する。
2018年に出場した『Reno Jazz Festival』で「Individual Award Winners 2018 - Outstanding Rhythm Section Award」を受賞、同年開催されたコンテスト「Jazz Search West」では2位を獲得した。
2019年、ニューヨークに移り、参加したコンテスト「International Society of Bassists Competition」にセミファイナル進出。
2020年、イスラエル出身のボーカリストNoa Levyとのデュオアルバム『You, Me & Cole』を発表。
2021年、日本に帰国し拠点を東京に移す。同年5月に発足したプロジェクトJazz Arts Ensemble of Tokyo “BIG BAND”に参加。
同年10月、日野皓正クインテットに参加し、日本を代表するジャズ・クラブ「ブルーノート東京」に初出演。
同年12月、ブルーノート東京で行われたクリスマスライブで大林武司クインテットに参加し、クリス・ハートと共演。また、杜のホールはしもと開館20周年記念「小曽根真 Christmas Solo Live OZONE60 Classic×Jazz」にゲスト・プレイヤーとして出演。
2022年2月、山中千尋トリオのブルーノート東京公演に参加。
同年5月、大林武司・小川晋平・中村雄二郎で結成されたピアノ・トリオ『Takeshi Ohbayashi Trio Renneisance』のブルーノート東京公演を含んだジャパンツアーに参加。
同年8月、小曽根真と神野三鈴が発表した新プロジェクト『From OZONE till DAWN』に参加し、ブルーノート東京でのライヴ・シリーズ「 "From OZONE till Dawn in club" / Part 6 "The Launch"」で本格始動。
同年9月には小曽根真トリオ(TRIO FROM OZONE名義)でドラマーのきたいくにと(北井誉人)と八ヶ岳高原サロンコンサートに出演。また、ボーカリスト＆フリューゲルホーン奏者TOKUの初のオールタイム・ベスト盤『BESTOKU』のツアーメンバーとして西日本ツアーに参加。
6月に発表したアルバム『From OZONE till Dawn』が「JAZZ JAPAN AWARD 2022/アルバム・オブ・ザ・イヤー：ジャズ部門」を受賞
2023年1月、コットンクラブで開催されたピアニスト宮本貴奈「Lucky ★ 10th (日本デビュー10周年記念シリーズ) vol.2」に参加し、八神純子と共演。
同年2月、恵比寿BLUE NOTE PLACEのFrom OZONE till Dawnライヴ・シリーズ第二弾としてリーダーで出演し、当日は満員で迎えられた。また同月、宮本貴奈が音楽監督を務めた住友生命いずみホールでの大阪府主催コンサート『名曲コンサート in 大阪～記憶に残る歌を届けます』で宮沢和史、May J.と共演。
同年3月、狛江エコルマホールのリニューアルオープン記念として企画されたコンサートに小曽根真トリオ(TRIO FROM OZONE名義)で出演。同月、新日本フィルハーモニー交響楽団の定期公演「すみだクラシックへの扉 #13」にて小曽根真トリオ(TRIO FROM OZONE名義)で出演し、大植英次が指揮をする新日本フィルハーモニー交響楽団と共に、小曽根真作曲の新日本フィル創立50周年委嘱作品ピアノ協奏曲「SUMIDA」を世界初披露。
同年5月、ブルーノート東京で開催された特別企画「黒田卓也's "THE SIZZLE"」に参加。同月、日野皓正クインテットのジャパンツアーに参加。
同年6月、宮崎薫の10周年記念コンサート「宮崎薫 Strings Ensemble Premium Concert in 浜離宮」に弦楽アンサンブルの一員として参加。
同年7月、バリのジャズフェスティバル「Ubud Village Jazz Festival」にケヴィン・ヘイズトリオで出演し、現地でワークショップを行う。
同年8月、茨城県結城市で開催されたジャズフェスティバル「YUKI JAZZ FESTIVAL’23」に宮本貴奈トリオで出演し、ゲストの尾崎裕哉と共演。
同年9月、自身が参加する大林武司のトリオプロジェクト"Trio Renaissance"のライブ録音アルバム『Foresight』が発表される。
2024年、1月から開催されるトランペット奏者松井秀太郎コンサートホールツアーに参加。

## ディスコグラフィ

### 共同作品
- "You, Me & Cole" (2020,配信限定) - Noa Levy & Shimpei Ogawa名義
- "TRIO FROM OZONE" (2022,配信限定,シングル)

### レコーディング参加
- 池本茂貴 - "Isles-Oath"
- 大林武司 - "Foresight"
- Susana Pineda & the New Quartet - "Neotropical"
- 中林俊也 - "SHUNYA"(配信限定,シングル)
- 松井秀太郎 - "STEPS OF THE BLUE"
- 若林みわ - "Espressivo"